# Zarafsjon (gebergte)
De Zarafsjon (Tadzjieks: Зарафшон; Oezbeeks: Zarafshon; Russisch: Зеравшанский хребет; Zeravsjanski chrebet) is een ongeveer 300 km lange en ongeveer 50 km brede bergketen in Centraal-Azië. De bergketen strekt zich in oost-westelijke richting uit over het noorden van Tadzjikistan, in het zuiden van de provincie Soeghd. De hoogste bergtop in de Zarafsjon is de Tsjimtargha (5489 m).
De Zarafsjon vormt de belangrijkste en middelste van drie parallelle bergketens die het Tadzjiekse deel van de Ferganavallei scheiden van de rest van Tadzjikistan. De andere twee ketens zijn het Turkestangebergte in het noorden en het Hisorgebergte in het zuiden. De drie ketens gaan in het oosten over in het Alajgebergte, dat daar de grens tussen Tadzjikistan en Kirgizië vormt. In het westen worden de bergen breder en lager, om ten oosten van Samarkand ten slotte dood te lopen op de steppes van de Mirzacho'lvlakte.
De Zarafsjon ligt vrijwel geheel in het stroomgebied van de Zarafsjonrivier. In het noorden vormt de gelijknamige dal van deze rivier de scheiding met het Turkestangebergte. In het zuiden wordt de scheiding met het Hisorgebergte gevormd door zijrivieren van de Zarafsjonrivier, die op drie plekken door middel van doorbraakdalen de Zarafsjonketen doorkruisen. Verschillende paswegen verbinden beide zijden, maar de belangrijkste is de verharde Anzobpas. In 2006 werd deze route vergemakkelijkt door de oplevering van een vijf kilometer lange tunnel.